# Steven Bochco

Steven Bochco 1994

Steven Bochco (* 16. Dezember 1943 in New York City; † 1. April 2018 in Los Angeles) war ein vielfach preisgekrönter, US-amerikanischer Fernseh-Drehbuchautor und -Produzent.

## Leben
Von Bochco stammen die Konzepte für Serien wie Polizeirevier Hill Street oder L.A. Law – Staranwälte, Tricks, Prozesse. Für die Serie Columbo schrieb er zahlreiche Folgen, unter anderem auch die erste. 2003 erschien der Roman Death by Hollywood von Bochco.
Er starb am 1. April 2018 an den Folgen einer Leukämie-Erkrankung.
In einem Nachruf auf Bochco schrieb der Journalist Harald Keller in der Medienkorrespondenz, dass das Fernsehen mit Bochco „einen seiner größten Erzähler verloren“ habe. Der US-Journalist Robert Bianco meinte über Bochco mit Blick auf sein Wirken bzgl. der Serie Polizeirevier Hill Street: „Wenn wir heute eine Goldene Ära des Fernsehens erleben, dann deshalb, weil Steven Bochco sie begründet und zu ihrem Fortbestand beigetragen hat. Jede anspruchsvolle moderne Dramaserie steht in ‘Hill Streets’ Schuld.“

## Filmografie (Auswahl)
- 1968: Killer auf Befehl (The Counterfeit Killer, als Co – Autor)
- 1971–1974: Columbo (Fernsehreihe, 6 Folgen)
- 1972: Lautlos im Weltraum (Silent Running, als Co-Autor)
- 1973: Double Indemnity (Fernsehfilm; als Co – Autor)
- 1976–1977: Delvecchio (Fernsehserie, 8 Folgen)
- 1979: Der Großstadtvampir (Vampire, Fernsehfilm, Produzent)
- 1981–1987.: Polizeirevier Hill Street (Hill Street Blues, Fernsehserie, 144 Folgen)
- 1989–1993: Doogie Howser, M.D. (Fernsehserie, 97 Folgen)
- 1987–1989: Inspektor Hooperman (Fernsehserie, 42 Folgen)
- 1986–1994: L.A. Law – Staranwälte, Tricks, Prozesse (L.A. Law, Fernsehserie, 171 Folgen)
- 1993–2005: New York Cops – NYPD Blue (NYPD Blue, Fernsehserie, 261 Folgen)
- 2005: Blind Justice – Ermittler mit geschärften Sinnen (Blind Justice, Fernsehserie, 13 Folgen)
- 2005: Fuck (Darsteller)
- 2005 Over There – Kommando Irak (Over There, Fernsehserie, 13 Folgen)
- 2005–2006: Welcome, Mrs. President (Fernsehserie, 5 Folgen)

## Auszeichnungen (Auswahl)
Prämierungen (oft als Co-Preisträger):
- 1981, 1982, 1983, 1984: je ein Primetime Emmy Award für die Beste Dramaserie (Polizeirevier Hill Street)
- 1981, 1982: je ein Primetime Emmy Award für das Beste Drehbuch für eine Dramaserie (Polizeirevier Hill Street)
- 1981: Humanitas-Preis für Polizeirevier Hill Street
- 1982: Edgar Allan Poe Award für die Beste Fernsehepisode (Polizeirevier Hill Street)
- 1982, 1985: je ein Writers Guild of America Award für Polizeirevier Hill Street
- 1987: Primetime Emmy Award für das Beste Drehbuch für eine Dramaserie (L.A. Law)
- 1987, 1989: je ein Primetime Emmy Award für die Beste Dramaserie (L.A. Law)
- 1994: Writers Guild of America Award für sein Lebenswerk
- 1994: Producers Guild of America Award als Bester Fernsehproduzent für New York Cops – NYPD Blue
- 1995: Primetime Emmy Award für die Beste Dramaserie (New York Cops – NYPD Blue)
- 1995: Edgar Allan Poe Award für die Beste Fernsehepisode (New York Cops – NYPD Blue)
- 1999: Diversity Award von der Directors Guild of America
- 1999: Humanitas-Preis für New York Cops – NYPD Blue
- 1999: Producers Guild of America Award für sein Lebenswerk

Hinzu kommen zahlreiche weitere Nominierungen.